# Satisficing
Satisficing  er en beslutningsteori, der går ud på at man ikke søger efter den optimale løsning, men stiller sig tilfreds med den første løsning, der opfylder det tilsigtede formål. Satisficing, et ord skabt af Herbert Simon, er en sammensætning af ordene satisfying (= tilfredsstillende) og suffice (= tilstrækkeligt).
| Matematik | Spire Denne artikel om matematik er en spire som bør udbygges. Du er velkommen til at hjælpe Wikipedia ved at udvide den. |